# Wielki Teleskop Południowoafrykański

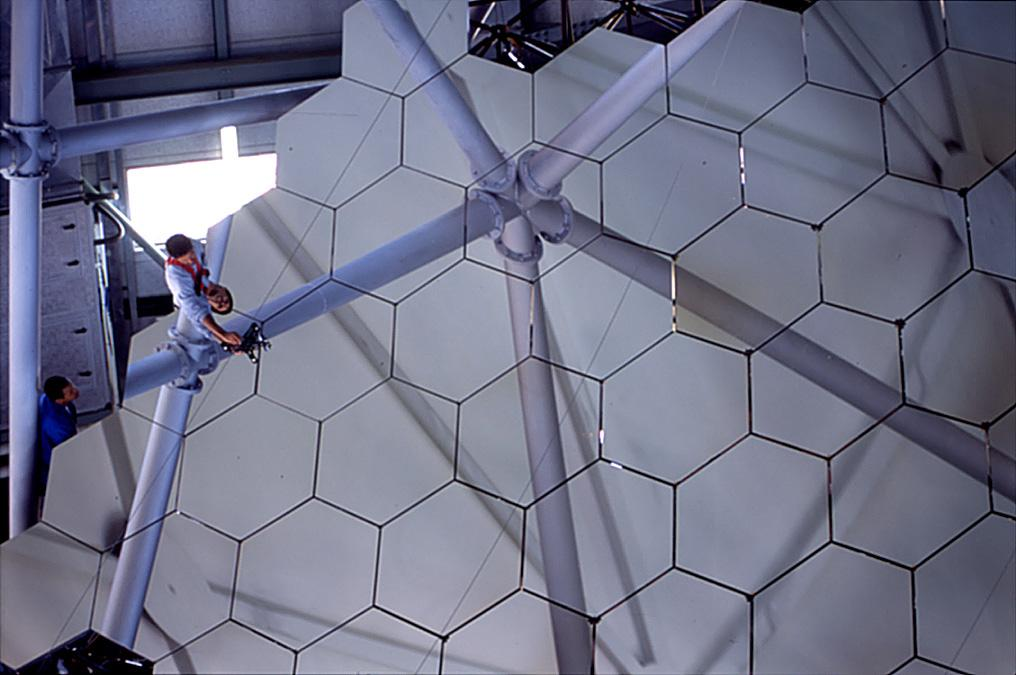
Zwierciadło główne teleskopu SALT

Wielki Teleskop Południowoafrykański (ang. Southern African Large Telescope, SALT) – największy pojedynczy teleskop optyczny na półkuli południowej, zbudowany w Południowej Afryce we współpracy międzynarodowej (RPA, Niemcy, Polska, Nowa Zelandia, USA, Wielka Brytania).
Jego konstrukcja oparta jest na Teleskopie Hobby’ego-Eberly’ego znajdującym się w Teksasie, choć w porównaniu z pierwowzorem dokonano w nim wielu ulepszeń. Teleskop posiada sześcioboczne zwierciadło, które mierzy od boku do boku 11 metrów i składa się z 91 mniejszych sześciokątnych zwierciadeł o średnicy 1,2 m. Teleskop i jego oprzyrządowanie mogą prowadzić obserwacje w zakresie długości fal od 320 do 1700 nm.
Teleskop położony jest na wysokości 1798 m n.p.m. w odległości kilkunastu km na wschód od miejscowości Sutherland, 370 km na północny wschód od Kapsztadu, na płaskowyżu Karru. Okres bezchmurny w tym rejonie wynosi 300 dni w roku.
Budowę rozpoczęto w sierpniu roku 2000, ostatni element zwierciadła zamontowano 28 kwietnia 2005 r. „Pierwsze światło” (uruchomienie podstawowego zespołu przyrządów) uzyskano 1 września 2005 r., a oficjalne otwarcie odbyło się 10 listopada 2005 r.

## Linki zewnętrzne

Porównanie wielkości i budowy zwierciadeł największych obecnych i planowanych teleskopów. Wielki Teleskop Południowoafrykański zaznaczony na pomarańczowo.